# Sphaeniscus filiolus
Sphaeniscus filiolus är en tvåvingeart som först beskrevs av Friedrich Hermann Loew 1869.  Sphaeniscus filiolus ingår i släktet Sphaeniscus, och familjen borrflugor. Inga underarter finns listade i Catalogue of Life.